# Fresnay-sur-Sarthe
Fresnay-sur-Sarthe község Franciaország Loire mente régiójában, Sarthe megyében. 2019. január 1-jén a korábbi Fresnay-sur-Sarthe egyesült Coulombiers és Saint-Germain-sur-Sarthe korábbi községekkel. Az így létrejött új község szintén a Fresnay-sur-Sarthe nevet vette fel, és lélekszáma 3107 főre nőtt. Lakosainak száma 2909 fő (2022. január 1.).

## Népesség
| Lakosok száma | 2970 | 2915 | 2889 | 2871 | 2889 | 2909 |
|               | 2017 | 2018 | 2019 | 2020 | 2021 | 2022 |